# Општина Трстеник
Општина Трстеник је општина у Расинском управном округу, у Србији. Средиште општине је градско насеље Трстеник. Према подацима са последњег пописа 2022. године у општини је живело 35.875 становника (према попису из 2011. било је 42.966 становника).
На подручју општине Трстеник прве школе су основане 1813. године, у селима Осаоница и Велика Дренова.

## Географија
Општина Трстеник се налази у долини Западне Мораве, на падинама Гледићких планина и Гоча. Сам Трстеник се налази на десној обали Западне Мораве, на 172 метара надморске висине. Око 70% површине општине чине брдско-планински предели. Надморска висина општине варира између 160 и 992 метара. Граничи се са градом Краљево на западу, општином Врњачка Бања на југозападу, општином Александровац на југу и југоистоку, Градом Крушевцом на истоку, општином Рековац на северу и општином Варварин на североистоку.

### Географске карактеристике општине Трстеник
Општина Трстеник се простире на површини од 448 км². На том простору, у 51 насељу, живи приближно 43.000 становника. Клима је умерено-континентална, а просечна густина насељености је 110 ст/км². Кроз град и општину пролази 21. меридијан, линија која Трстеник симболички спаја са светом у простору и времену чиме је Трстеник географски, историјски и културни део Европе.
Трстенички крај се, географски, налази у најјужнијем делу Шумадије, односно западном делу крушевачке и крајњем југоисточном делу краљевачке котлине. У централном делу овог подручја налази се плодна котлина реке Западне Мораве, у чијој су се долини развила већина насеља општине. Према северу подручја таласасто се простиру Гледићке планине (највиши врх Самар 922 м), док су према југу огранци планине Гоч (највиши врх 992 м).
Трстеник је привредни, административни и културни центар општине. Налази се на 43o37' N и 21oЕ, око 200 км јужно од Београда.

### Назив града
Назив Трстеник, спада у групу фитонима, имена насталих по карактеристичној вегетацији у самом подручју. Поред Западне Мораве је одувек било много мочварних терена обраслих барским и мочварним биљем, а понајвише трском или трстиком, по чему је и град добио назив. Према другим мишљењима, име града потиче од речи „трс“, што је стари назив за чокот винове лозе која се у овом крају од давнина узгаја.

### Речна богатства
Река Западна Морава је много више од географског одредишта. Она је за народ овог краја симбол националне традиције, патриотизма и бурне историје. У прошлости, она је била граница која је раздвајала две државе, Аустрију и Турску, а данас је само природна граница која дели општински атар на леву и десну страну. На њеним обалама, донедавно су постојале воденице „моравке“, а на њеним брзим притокама воденице „поточаре“. Живот Трстеничана се и данас, у летњим месецима, везује за Мораву, њене плаже су окружене врбама и спортским базеном, на њеној десној обали, а обале Мораве су, и лети и зими, препуне риболоваца.
Највеће притоке Западне Мораве су сеоске реке: Попинска река, Сребреница, Љубостињска и Риљачка река, у које се улива велики број потока. Укупна дужина тока Западне Мораве кроз трстенички крај је 21 км. Проток воде у њој, као и притокама, варира, од веома ниског водостаја у летњим месецима до екстремних поплава, какве су забележене 1896. и 2014. године.
Подручје трстеничког атара је богато и минералним водама. Најпознатија изворишта су у селу Велуће (минерална вода, богата магнезијумом), и у селу Горња Црнишава.

### Биљни и животињски свет
Трстенички крај је богат биљним и животињским светом. Клима и земљиште су погодни за гајење житарица, крмног и лековитог биља, воћа и поврћа. Посебно је богат медоносним биљем због чега је пчеларство веома развијено међу становништвом целог подручја. У селима близу Западне Мораве снажно се развија повртарство (производња парадајза, паприке, купуса, шаргарепе, краставаца, лука, пасуља, кромпира, спанаћа и разних врста другог поврћа), док се у брдским крајевима становништво више бави сточарством, виноградарством и воћарством (производња малина, купина, шљива, јабука, крушака и другог воћа). Веома је развијена производња воћних садница и лозних калемова, посебно у селима на левој обали Западне Мораве.
Једна од ретких ендемских биљака, која је изумрла а налазила се једино у водама Поморавља, је моравски орашак (trapa anosa).

## Демографија
| Етнички састав према попису из 2011.‍ | Етнички састав према попису из 2011.‍ | Етнички састав према попису из 2011.‍ | Етнички састав према попису из 2011.‍ | Етнички састав према попису из 2011.‍ |
| ------------------------------------ | ------------------------------------ | ------------------------------------ | ------------------------------------ | ------------------------------------ |
|                                      |                                      |                                      |                                      |                                      |
| Срби                                 | Срби                                 |                                      | 41.829                               | 97,35%                               |
| Роми                                 | Роми                                 |                                      | 342                                  | 0,79%                                |
| Црногорци                            | Црногорци                            |                                      | 84                                   | 0,19%                                |
| Македонци                            | Македонци                            |                                      | 48                                   | 0,11%                                |
| Хрвати                               | Хрвати                               |                                      | 35                                   | 0,08%                                |
| Горанци                              | Горанци                              |                                      | 29                                   | 0,06%                                |
| Југословени                          | Југословени                          |                                      | 17                                   | 0,04%                                |
| Бугари                               | Бугари                               |                                      | 15                                   | 0,03%                                |
| Муслимани                            | Муслимани                            |                                      | 15                                   | 0,03%                                |
| Румуни                               | Румуни                               |                                      | 13                                   | 0,03%                                |
| Власи                                | Власи                                |                                      | 9                                    | 0,01%                                |
| Мађари                               | Мађари                               |                                      | 8                                    | 0,01%                                |
| Руси                                 | Руси                                 |                                      | 8                                    | 0,01%                                |
| Немци                                | Немци                                |                                      | 4                                    | 0,01%                                |
| Словаци                              | Словаци                              |                                      | 4                                    | 0,01%                                |
| Словенци                             | Словенци                             |                                      | 3                                    | 0,01%                                |
| Албанци                              | Албанци                              |                                      | 2                                    | 0,00%                                |
| Русини                               | Русини                               |                                      | 1                                    | 0,01%                                |
| остали                               | остали                               |                                      | 21                                   | 0,04%                                |
| регионална припадност                | регионална припадност                |                                      | 6                                    | 0,01%                                |
| неизјашњени                          | неизјашњени                          |                                      | 226                                  | 0,52%                                |
| непознато                            | непознато                            |                                      | 247                                  | 0,57%                                |
| укупно: 42.966                       |                                      |                                      |                                      |                                      |

## Пољопривреда
Око 65% становништва трстеничке општине бави се пољопривредном производњом. То омогућује блага клима, плодна моравска равница и винородни обранци који се гранају око речне долине. Пољопривредна производња се заснива на повртарској производњи, производњи воћних садница и лозних калемова, узгоју и преради грожђа и воћа и сточарству.
У сеоском подручју се издвајају два региона. У региону села на левој обали реке Западне Мораве (северна села) је развијена производња лозних калемова, воћних садница и садница ружа. Поред лозних калемова и воћних садница, становништво овог региона производи и грожђе по чему је овај крај и познат широм Србије. Такође, северна села се баве узгојем повртарских култура, поседују фарме за тов пилића и јунади, као и откупом и прерадом шумских производа и лековитог биља. Села са десне стране реке представљају регион где је развијена пољопривредна производња у затвореном простору (пластеници) и отвореном простору. У том региону постоје и откупно-дистрибутивни и прерадни капацитети за воће и поврће, као и индустријски погон за флаширање минералне воде. У овом региону пољопривредни производи пристижу још у рано пролеће и пласирају се на тржиште током читавог лета до касне јесени. У брдском подручју општине постоје идеални услови узгој јагодичастог воћа (малине и купине) са тенденцијом пораста њихове производње с обзиром на цену производа и постојања неколико мини-хладњача за откуп.
Поред производње повртарских култура, воћа и грожђа, у општини Трстеник сточарство представља пољопривредну грану са много потенцијала. Рубни део брдског подручја општине је идеалан за бављење сточарском производњом, а близина пијаца Врњачке бање, Краљева и Крушевца омогућава пласман свих сточарских производа.
И пчеларство представља значајну грану пољопривреде, а бројни вински подруми као и подруми земљорадничких задруга за производњу и чување вина и ракије дају одличну могућност за развој и напредак производње алкохолних воћних пића.

## Металска индустрија
Привредни развој трстеничког краја везан је за пољопривреду, шумарство, металску индустрију и малу привреду. Током 20. века носилац привредног развоја целог краја био је индустријски гигант „Прва петолетка“. Данас, поред ове фабрике, у Трстенику послује око 1.600 привредних субјеката у разним привредним делатностима.
Фабрика „Прва петолетка“ у Трстенику је основана као државно предузеће 1949. године. Седамдесетих година прошлог века ово предузеће доживљава велику експанзију и постаје један од водећих произвођача хидраулике и пнеуматике у Југославији. Погони ове фабрике се отварају и у другим местима, док се захваљујући њеном развоју нагло развија и Трстеник који постаје познат као „метропола хидраулике и пнеуматике“.
Почетком овог века „Прва петолетка“ је претрпела већи број реорганизација, а 2016. године отишла у стечај. Исте године формирано је предузеће ППТ Петолетка, које је наставило програме и преузело уговоре Прве петолетке.
Предузеће ППТ-Петолетка развија, производи, продаје и пружа услуге сервисирања хидрауличких, пнеуматских и електро уређаја и система за уградњу у привредна возила и возила пољопривредне, грађевинске механизације, процесне индустрије и остале области примене.
У оквиру „Прве петолетке“, 1972. године, као посебна целина, формирана је фабрика за производњу наоружања и војне опреме. Ова фабрика се 1991. године издвојила из „Прве петолетке“ и постала независан субјект. Данас носи назив „ППТ Наменска“ а.д. и има веома важну улогу у одбрамбеној индустрији наше земље и производњи из области ратне морнарице, копнене војске, војног и цивилног ваздухопловства, као и улогу у трансферу одбрамбених технологија.
Поред ППТ Наменска ад, са већинским државним капиталом је и предузеће за технолошко-металуршку обраду ППТ-ТМО ад.

## Туризам
Захваљујући природним потенцијалима и богатој културној баштини општина Трстеник је препознала туризам као један од битних праваца развоја. Културни туризам се темељи на посети Манастиру Љубостиња и Манастиру Велуће, утврђењу Грабовац, цркви Свете Тројице, као и на упознавању са локалном архитектуром, старим занатима, обичајима и гастрономијом. Бројне културне манифестације су такође део културне понуде Трстеника и околине.Спортско-рекреативни туризам и туризам специјалних интереса се базирају на потенцијалу који има река Западна Морава и на богатој понуди спортских терена, као и на аеродрому Трстеник и пратећој инфраструктури за екстремне спортове.За љубитеље природе и активног одмора на Гледићким планинама и Гочу обележено је преко сто километара планинарских стаза. За љубитеље лагане рекреативне шетње и бициклизма препоручујемо Озонске стазе. Моравски амбијент прија излетницима, спортистима, рекреативцима, уметницима.
Лов у трстеничкој општини има дугу традицију: током средњег века овај крај је био ловиште властеле, па и самог Лазара Хребељановића. Ловиште Дубичка река се поклапа са територијом општине Трстеник. Ловиштем газдује Ловачко удружење Трстеник, које је са преко 1700 чланова једно од најбројнијих у Србији.
За време летњих месеци, Трстеничани уживају у богатим програмима који се организују на Омладинском тргу – концерти, биоскоп на отвореном, маскенбал, позоришне представе, модне ревије.Општина Трстеник је подједнако интересантна и у зимским месецима. Трстенички крај је постао препознатљив по традиционалној прославиБадњег дана и Божића који се организују у свим црквама Општине Трстеник. Такође, градски трг увек оживи за време Српске нове године, када се за грађанство Трстеника и њихове госте организује забавно-музички програм.
Трстеник се налази на Винском путу Србије, захваљујући дугој традицији, огромном виноградарском и воћарском потенцијалу и врхунским произвођачима вина. Бројни произвођачи вина имају лепо сређене винске подруме и засаде на месту где су у прошлости били царски и кнежеви виногради. Комбиновањем савременог приступа са традицијом и искуством дошло се до вина изузетног квалитета. Производе се вина шардоне, розе, каберне совињо, мерлот и друга.
Рурални туризам укључује и обједињава различите облике активности на селу: шетње у природи, упознавање са историјом и традицијом, као и упознавање са сеоским начином живота, пољопривредом, гастрономијом и манифестацијама. Околина Трстеника богата природним лепотама и историјом све више привлачи пажњу туриста. Уживање у храни и вину, упознавање занимљивих обичаја и старих заната, као и предусретљивост домаћина довољни су разлози да се посете трстеничка села са развијеним етно-туризмом:Брезовица, Јасиковица, Бучје, Мала Дренова.
Туризмом се организовано бави Туристичка организација општине Трстеник која је основана 2003. године као јавна установа. Организатор је туристичко културне манифестације ,"Трстеник на Морави“, која се одржава средином августа као весели спој забаве, спорта, културних дешавања и наравно, доброг дружења. Такође је задужена и за „Печењијаду“, манифестацију забавног карактера која се одржава током септембра у Стопањи.

## Забава
Трстеник је познат и по богатим и разноврсним културним садржајима који се реализују кроз установе културе (Народни универзитет Трстеник, Народна библиотека „Јефимија“), организације Туристичка организација и удружења грађана.
Поред манифестација и програма са јасно утврђеним датумима, током године, Општина Трстеник организује и бројне садржаје који имају намену да подуче, забаве, повежу грађане и градове из суседства. Међу ове садржаје убрајамо Мото-трке, бројне спортске турнире, ликовне колоније, изложбе и радионице у трстеничком Музеју, позоришне представе, концерте.
Оно што је специфично за Трстеник је да се велики број манифестација одржава у селима Општине, што сведочи о високој културолошкој освешћености свих грађана наше општине, а представља и добар темељ за развој сеоског туризма.
У разноликим манифестацијама Општине Трстеник, најдужу традицију имају „Јефимијини дани“, а највеселију публику „Трстеник на Морави“. Осим ових манифестација, вредне помена су и Сабор у Крушаку, Дани поврћа, Дани паприке, Отворени шампионат Србије у мотокросу, Сајам лова, риболова и туризма и Српска савремена проза.

## Спорт
Богат је и спортски живот у трстеничком крају. Њега представља око 70 клубова, од којих се 56 такмичи у општинским, окружним, регионалним и националној лиги.
Најзначајнији спортски објекат у Трстенику је, туристичко-спортски аеродром, о коме се брине ,,Аеро-клуб Трстеник“. Овај аеродром има сву потребну инфраструктуру за извођење летова и почетну обуку пилота. Школе моторног летења, једриличарства и падобранства вођене су искусним спортистима, а за туристе постоји могућност организовања панорамских летова са разгледањем Трстеника и околине из ваздуха.
Спортски центар Трстеник бави се одржавањем постојеће спортске инфраструктуре која обухвата Халу спортова, отворене терене и базене. Отворени терени Спортског центра Трстеник обухватају модеран мини-пич терен, балон халу, велико фудбалско игралиште са новоизграђеним трибинама, одбојкашки, кошаркашки и три тениска терена и дечије игралиште које употпуњује ову спортску оазу на обали Западне Мораве.
Базени спортског центра, односно олимпијски базен и мали базен, обогаћени су, августа 2015. године базеном са тобоганима као делом пројекта парка на води – аква парка, чиме је повећан капацитет купача, а Трстеник је постао једини град у ближем окружењу који може да се похвали комплексом од три базена, тобоганима, воденим печуркама и тобоганом за мању децу.
Спортска хала располаже са 1.800 седишта и 1.000 квадрата. Место је одржавања бројних спортских, културних и забавних манифестација, али и простор где се окупљају трстенички спортски клубови и рекреативци током читаве године. Састоји се од велике сале за тренинге и утакмице, мале сале за борилачке спортове и стони тенис, просторија предвиђених за теретану и амбуланту, четири велике свлачионице и свлачионице за судије и делегате, куглане и сауне.

## Најстарије цркве у општини Трстеник
У Трстенику и околини постоје бројне цркве и манастири који окупљају велики број верника, али представљају и грандиозне архитектонске монументе, део културне баштине овог краја и позната одредишта сакралног туризма.
Црква Светог Архангела Гаврила
Цркву Светог арханђела Гаврила у Горњем Рибнику саградио је кнез Милош Обреновић 1824. године, док је звоник дограђен 1831. године. То је најстарија очувана црква у трстеничкој општини и као таква проглашена је за споменик културе и стављена под заштиту државе.
Храм силаска Светог духа на апостоле
На месту где се налазила прва трстеничка црква, посвећена Светој Тројици, саграђен је од 1899. до 1900. године велелепни „Храм силаска Светог духа на апостоле“. Ктитор храма је угледни трстенички трговац Васа Анђелковић, који је уз помоћ богатијих Трстеничана, организовао изградњу ове цркве, као и изградњу гвозденог моста на Западној Морави. Црква Свете Тројице у Трстенику је дело познатог архитекте Душана Живановића и представља изразити пример новог неоморавског градитељског правца у црквеној архитектури. Одликује се изузетном акустичношћу. Иконостас у цркви је с почетка 20. века, његов аутор је сликар Воја Трифуновић из Новог Сада, а сачуване су и 2 иконе из старе цркве које је насликао пожаревачки сликар Живко Павловић.

## Остале цркве
- Црква Успење Свете Ане Бучје
- Црква Свете Марине Риђевштица
- Црква Светог Јована Јасиковица
- Црква Светог Николе у Медвеђи
- Црква Светих апостола Петра и Павла у Пољна
- Црква Светог Романа у Риљцу
- Црква Светих апостола Стопања
- Црква Вазнесења Господњег
- Црква Светог Пантелејмона у Почековини
- Црква Васкрсења Христовог у Малој Дренови
- Црква Вазнесења Христовога у Оџацима
- Храм Свете Тројице у Омашници
- Храм Вазнесења Господњег у Милутовцу
- Црква светог Јован Претеча у Чаири[7]

## Споменици и споменичка обележја
По завршетку Првог светског рата пали ратници и преживели учесници, нису добили никакво заслужено признање. Није подигнут ни један заједнички споменик свим погинулим ратницима. Подигнути су споменици у Текеришу жртвама у Церској бици, на острву Виду Маузолеј умрлим и сахрањеним у „Плавој гробници“ и на Зејтинлику, поред Солуна, гробље погинулима на Солунском фронту. Како је иницијатива државе изостала тако се месно становништво самоорганизовало да подигне спомен обележја својим мештанима, која и данас постоје у већини места Општине Трстеник.

### Споменик Радоју Раки Љутовцу у Трстенику
У самом граду ово је једино обележје везано за Први светски рат. Интересантна је чињеница да до 1999. у самом граду није постојао нити један споменик који је био посвећен учесницима Великог рата. Радоје Рака Љутовац је током рата служио у артиљеријским јединицама, и септембра 1915. његова јединица је била смештена у околини Крагујевца са задатком да са модификованим турским топовима брани небо изнад тог града. Дана 30. септембра непријатељски авиони бомбардовали су Крагујевац, а српски артиљерци су дејствовали против њих. Граната коју је испалио управо Радивоје погодила је непријатељски авион и оборила га. Ово је био први случај обарања непријатељског авиона у ратној историји и спретни Радоје је доспео својим подвигом на странице војне историје. Одликован је Карађорђевом звездом и унапређен у чин каплара. Споменик је подигнут 1999. Споменик се налази у самом центру града између улаза у Суд и Банку.

### Споменик у Медвеђи
Споменик у Медвеђи налази се у порти цркве Светог Николе, на врху се налази фигуру орла који шири крила, док су на страна споменика уклесана имена погинулих и настрадалих. Ово је један од најстаријих споменика у трстеничком крају, пошто на њему пише да је подигнут још 1925.године а да је каменорезац био извесни Радојко Оролић. Интересантно је да је то једини споменик на коме су исклесана имена погинулих бораца још из ратова 1876-1878. којих има 25, док из ратова 1912-1919. године стоје имена 233 погинулих ратника, а ту је још и 11 имена из периода 1944-1945. године.

### Спомен-чесма у Великој Дренови
Села Велика Дренова, Селиште и Страгари подигла су 1968. Спомен-чесму у центру Велике Дренове. Сем података да је из та три села у ратове 1912-1918. отишло 670 војника, а погинуло или умрло 397 њих, на њој су уклесане и речи нашег познатог књижевника, а рођеног Дреновца, Добрице Ћосића: “За опстанак и слободу из села одоше у историју. Победише у три рата, а њих поразише у једном миру и остадоше непобеђени”. Овде треба напоменути и то да је видно већи број погинулих из ових села него из осталих и да је томе допринела чињеница да су становници ових насеља претежно били регрутовани у Тимочку дивизију која је извршила неуспешни прелазак у Срем код Чеврнтије, где се у само једном дану удавило у Сави или погинуло преко 80 становника ових насеља.

### Споменик у Селишту
У дворишту Основне четворогодишње школе у Селишту је подигнут споменик жртвама ослободилачких ратова приликом обележавања четрдесетогодишњице ослобођења тог села 15. октобра 1984. године. У делу који се односи на Први светски рат исписано је следеће: ”У Балканским ратовима и Првом светском рату 1912-1918 године. Ратовало је 146, а погинуло 69 Селиштанаца за слободу, родољубље и јунаштво вечно ће им бити захвални потомци“. У другом делу који је посвећен Другом светском рату пише следеће: ”У народноослободилачкој борби Југославије 1941-1945 године за слободу и социјализам погинуло је 13 бораца који су несебично дали своје животе".

### Споменици у Милутовцу
Становници Милутовца су се погинулим мештанима одужили тако што су подигли два споменика и то један у дворишту Основне школе “Раде Додић”, а други у самом центру села. Споменик у школском дворишту је већи и на њему су на две плоче поименично наведени погинули мештани у ратовима 1912-1918. и њих има 181, а после њих су наведена и имена погинулих у Другом светском рату и то 34 имена. На споменику пише и следеће ”Милутовац својим синовима палим за слободу и част отаџбине.” Споменик је подигнут 4.јула 1982. године.
Други споменик у Милутовцу налази се у центру села и на њему се само налази натпис “Палим ратницима Милутовца 1912-1918 и 1941-1945."

### Споменик у Велућу
Споменик у Велућу је подигнут и налази се у близини месне заједнице у Велућу, подигнут заједничким залагањем месних заједница Велуће и Пајсак и на спомен плочи су наведена имана погинулих у рату из оба места и то: 31 име из Велућа а 12 из Пајсака. Споменик је подигнут 1989. године а потписани на споменику као подизачи су Савез бораца НОР-а и грађани Велућа и Пајсака. На њој се налази и 6 имена погинулих мештана у Другом светском рату.

### Спомен-плоча у Доњој Црнишави
На зиду четворогодишње Основне школе у Доњој Црнишави су постављене две спомен-плоче посвећене жртвама које је ово село поднело у оба светска рата 15. октобра 1984. године. На плочи која је посвећена жртвама из ратова 1912.-1918. налазе се имена 40 погинулих мештана као и посвета: „Њихово родољубље, храброст и јунаштво вечно ће памтити грађани Доње Црнишаве". На другој плочи налазе се имена 6 настрадалих мештана у Другом светском рату, као и податак да су табле постављене у част четрдесетогодишњице ослобођења села у Другом светском рату.

### Споменик у Старом Трстенику
Мештани Старог Трстеника подигли су 7.јула 1984.г. испред своје месне канцеларије споменик жртвама из оба светска рата. На њему се налази списак од 30 настрадалих мештана у ратовима 1912-1918. године уз кратак коментар: „ Хвала им што за слободу живот дароваше“

### Спомен-плоча у Грабовцу
У Грабовцу је 4.јула 1975. на Дому културе у центру села постављена спомен плоча са именима погинулих мештана у ратовима 1912-1918. где је поименично наведено 50 имена и погинулих мештана и 12 мештана који су погинули у Другом светском рату. На споменику пише следеће: ”Ратницима који падоше за слободу домовине синовима и унуцима њиховим који херојском смрћу у народноослободилачкој борби и револуцији одбранише слободу и створише социјалистичку Југославију”.

### Споменик у Стопањи
На споменику који је подигнут у Стопањи налазе се имена 69 мештана који су дали живот у ратовима 1912-1918. године уз посвету “Захвално становништво Стопање”. Имена су исклесана на две мермерне плоче.

### Спомен-плоча у Рајинцу
На спомен-плочи која је постављена на зиду четворогодишње основне школе у Рајинцу 4.јула 1984. године налазе уклесана имена 54 мештана који су настрадали за време ратова 1912-1918. са кратким коментаром: “Имена им уписаше захвални потомци”.

### Споменик у Лопашу
Споменик у Лопашу се налази у дворишту четворогодишње Основне школе и састоји се из споменика и чесме. На споменику се јасно види да је акценат бачен на период 1941-1945. године јер је само на задњој страни споменика уклесано следеће: “Палим ратницима 1912-1918.”

### Споменик у Јасиковици
Године 2012. мештани Јасиковице и Бучја подигли су нови споменик који је посвећен настрадалим мештанима у светским ратовима на истом месту где се налазио стари споменик који је страдао од зуба времена. На црној мермерној плочи налазе се имена погинулих у ратовима између 1912-1918. којих има укупно 38, и 1941-1945. којих има укупно 31. Споменик се налази у дворишту четворогодишње Основне школе.

### Споменик у Горњем Дубичу
Споменик у Горњем Дубичу налази се у дворишту основне школе и подигнут је 4. јула 1988. године, а на плочи од белог мермера уклесана су имена 45 погинулих мештана у ратовима 1912-1918. године са кратком посветом: ”Захвални потомци”.

### Споменик у Риљцу
Споменик у Риљцу је најстарије спомен-обележје у трстеничком крају јер су на њему су записана два важна податка: да је првобитни споменик подигнут још 1920. године а да су га мештани обновили 1960. године, као и име каменоресца где поново, као и у случају споменика у Медвеђи срећемо извесног Радојка Оролића. На споменику су хронолошки уклесана имена 50 становника Риљца који су погинули у периоду 1912-1918. године.

## Галерија
- Споменик кнегињи Милици у центру Трстеника.
- Завичајни музеј у Трстенику
- Црква Свете Тројице у Трстенику
- Дом културе у Трстенику
- Зграда архива
- Панорама Трстеника
- Панорама Трстеника 1
- Спомен чесма
- Споменик палим борцима
- Манастир Велуће